# Proctonemesia secunda
Proctonemesia secunda là một loài nhện trong họ Salticidae.
Loài này thuộc chi Proctonemesia. Proctonemesia secunda được Ilka Maria Fernandes Soares & Hélio Ferraz de Almeida Camargo miêu tả năm 1948.